# 米爾斯波 (加利福尼亞州)
米爾斯波（英語：Millspaugh）是位於美國加利福尼亞州因約縣的一個非建制地區。該地的面積和人口皆未知。

## 地理
米爾斯波的座標為36°02′46″N 117°27′39″W / 36.04611°N 117.46083°W，而該地的平均海拔高度為1882米（即6174英尺）。